# Donatello
Donato di Niccoló di Betto Bardi, chamado Donatello  (Florença, 1386 – 13 de dezembro de 1466) foi um escultor renascentista italiano. Trabalhou em Florença, Prato, Siena e Pádua, recorrendo a várias técnicas para a confecção de esculturas em baixo-relevo (tuttotondo, stiacciato) com o uso de materiais diversos como mármore, bronze e madeira.

## Biografia

### Formação (1386–1466)

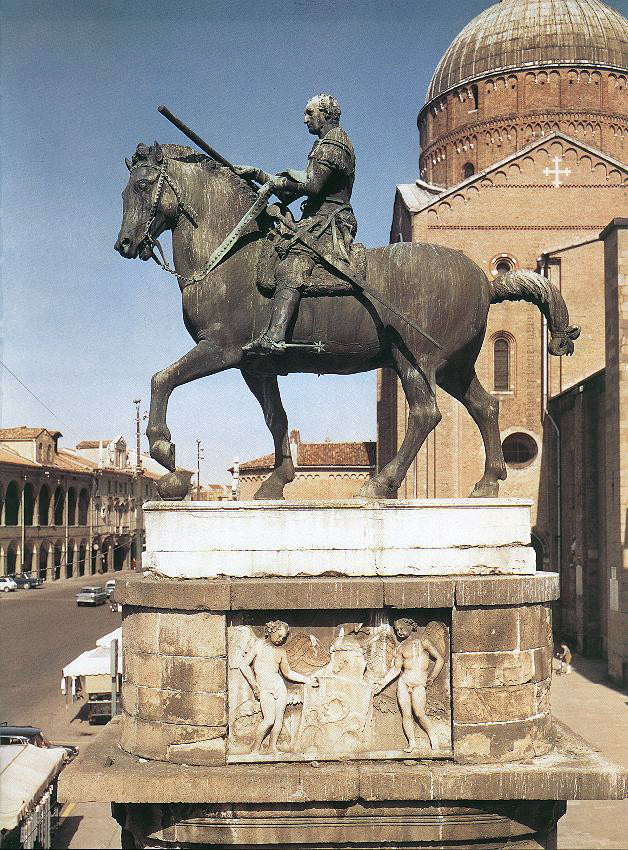
Estátua equestre do Gattamelata, em Pádua

Donatello nasceu em Florença no ano de 1386, filho de Niccolo di Betto Bardi, tecelão de lã. Inquieto e com uma família modesta, seu pai tinha uma vida tumultuada, tendo participado primeiro da revolta dos ciompi em 1378, e em outra revolta posterior, processado, teria sido condenado à morte se não houvesse um perdão geral. O filho era muito diferente do pai. Em 1408, trabalhou na obra do Duomo de Florença, para o qual executou uma estátua de Davi em mármore, com uma coroa de amaranto e membros alongados, num estilo gótico tardio, com algumas tendências clássicas, mas apoiada numa perna só ao qual corresponde uma torção do busto, e as mãos realistas, mostrando um estudo acurado da anatomia humana. Em 1416, a estátua foi transportada  para o Palazzo Vecchio, estando hoje em dia (2006) conservada no Bargello.
Entre 1409 e 1411, esculpiu o "São João Evangelista",  para um nicho ao lado do portal central do Duomo, reagindo ao maneirismo do gótico tardio com uma composição clássica,  mas humana e apoiada em estudos anatómicos, que viriam a ser um importante modelo do Moisés de Michelangelo.
Em 1411, trabalhou a pedra para a Igreja de Orsanmichele. De 1411 a 1412 realizou o "São Marcos"'. Em 1417, completou uma estátua de "São Jorge" comissionado pela guilda dos artesãos de armaduras, pois estes queriam uma figura que apresentasse suas armas. Donatello apresentou uma figura animada pela torção e o jogo das pernas. A base em pedra apresenta um baixo-relevo construído com a técnica do stiacciato, e é um dos primeiros exemplos de perspectiva com único ponto de fuga, representando a luta com o dragão.
Por volta de 1423 esculpiu o "São Ludovico em Tolosa", originalmente inserido em um tabernáculo de ordem coríntia. Entre 1415 e 1426, esculpiu cinco estátuas para o Duomo: "O Profeta imberbe", "O Profeta barbudo", "O Sacrifício de Isaac", "Profeta Abacuc" (chamado Zuccone pela calva) e "O Profeta Jeremias", caracterizados pelo modelo clássico de oradores, imponentes e dignos, mas com gestos pacatos e um forte efeito claro-escuro no manto.
De 1422 é a Madona Pazi, que se encontra em Berlim. Em 1425, realizou o "Crucifixo" de madeira da igreja de Santa Cruz de Florença, onde o Cristo é retratado no momento da agonia, com os olhos semiabertos, corpo tenso.
De 1425 a 1427, colaborou com Michelozzo no monumento fúnebre do Papa João XXII, o Battistero, onde executou a figura em bronze do defunto. Em 1427, em Pisa, elaborou os painéis de mármore do monumento fúnebre do "Cardeal Brancacci" para uma igreja de Nápoles.
Para o batistério de Siena, entre 1425 e 1427, forneceu os relevos com "O Banquete de Herodes" e as estátuas "Esperança".

### Na Florença dos Médici (1428–1443)

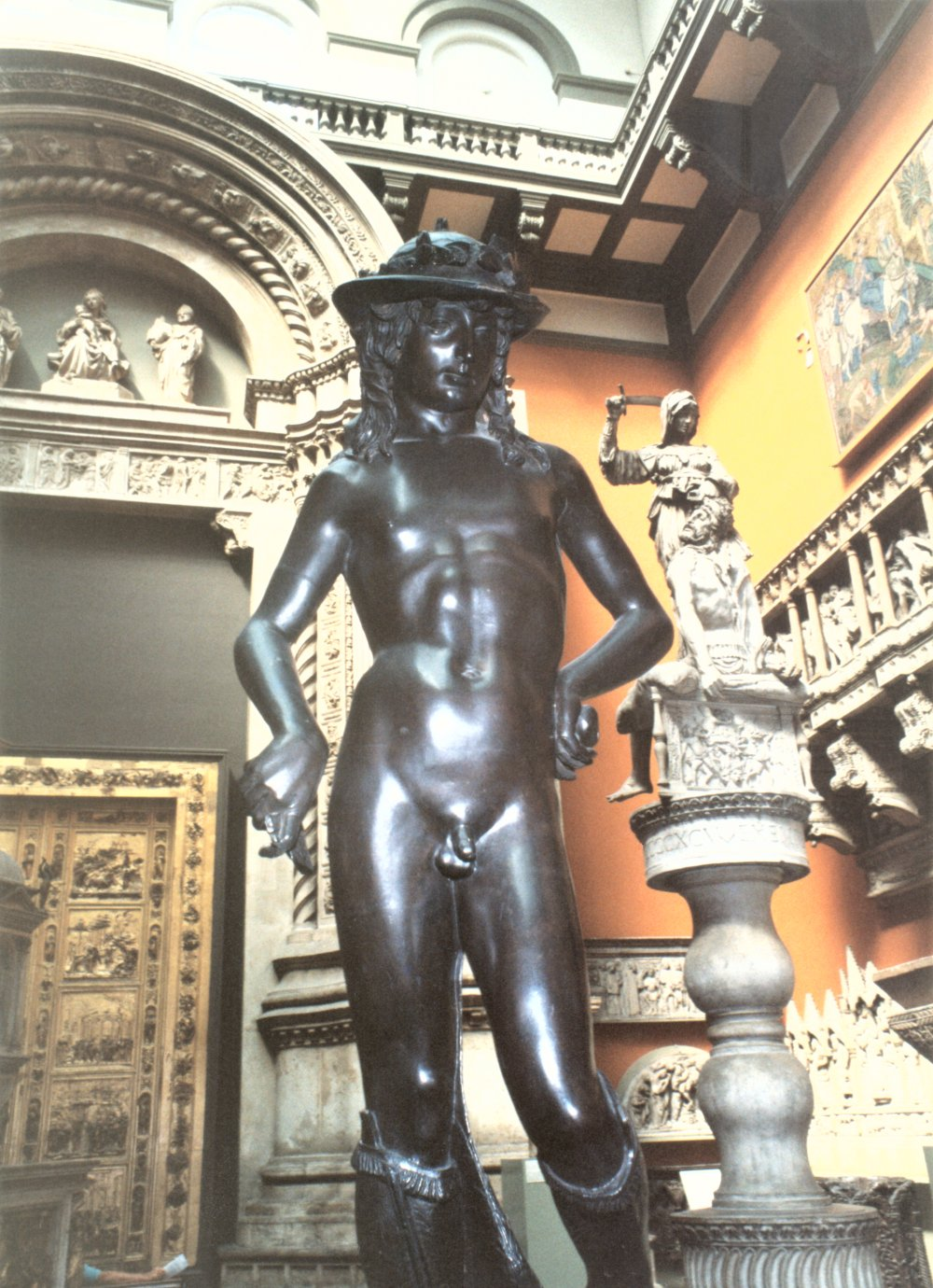
Cópia do Davi de Donatello

De cerca de 1430 é  o "Davi"'  em bronze. Obra realizada por comissão de Cosme de Médici, a estátua pode representar tanto o Davi bíblico, símbolo das virtudes cívicas, quanto o deus Mercúrio que contempla a fronte de Argo e dá uma representação intelectual e refinada da figura humana, se inspirando na arte helênica, com corpo nu, o pé sobre a cabeça de Golias, corpo vivo, alegoricamente representa a razão que triunfa sobre a força bruta e a irracionalidade. Deste mesmo ano e no mesmo clima cultural é a estatueta ambígua e inquietante Amore-Atys, atualmente, como o "Davi", no Bargello.
Entre 1431 e 1433, em Roma, realizou o "Tabernáculo do Sacramento" para a basílica de São Pedro. De volta a Florença, trabalhou no coro para o Duomo. Em 1435, fez a "Anunciação" para a igreja de Santa Cruz.
De 1437 a 1443 trabalhou na "Sacristia Velha" da igreja de São Lourenço, realizando a porta com os "Apóstolos", "Confessores", "Mártires". Fez os santos "Cosme e Damião", patronos dos Médici e santos "Estevão e Lorenço". Também o teto é decorado em policromia com cenas da vida de São João Evangelista.
No ano de 1438, esculpiu a estátua de "São João Batista", para a igreja de Santa Maria Gloriosa de Frari em Veneza.
O "Busto de um Jovem com Camafeu", atualmente no Bargello, de 1440 (c.), no qual, pela primeira vez desde a época clássica, o busto é tratado não como um relicário, mas como um monumento profano, um tipo ideal de jovem, cujo camafeu, que traz ao peito, representa uma alegoria da mente, um auriga conduzindo um carro com dois cavalos, símbolos da razão e da paixão. Nesse ano ele elabora ainda a tumba de Niccoló e Fioretta Martelli.

### Em Pádua (1443–1453)
Foi convidado para erguer em Pádua uma estátua para Erasmo da Narni, alcunhado o Gattamelata. Entre 1443 e 1450, trabalhou nessa estátua equestre em bronze, se inspirando nos modelos clássicos da Estátua de Marco Aurélio, em Roma, o Regisole e os Cavalos de São Marcos, de onde tira o modo do cavalo que avança a passo. A imagem do homem é uma reconstrução idealizada que mira um ponto distante, com a mão segurando um bastão de comando em posição oblíqua, fazendo contraponto com a espada embainhada à linha horizontal do cavalo e a vertical do homem acentuando o movimento a frente. Este monumento serviu de modelo para todas as estátuas equestres erguidas na Itália e no mundo até o século XIX.

### Últimos anos (1453–1466)

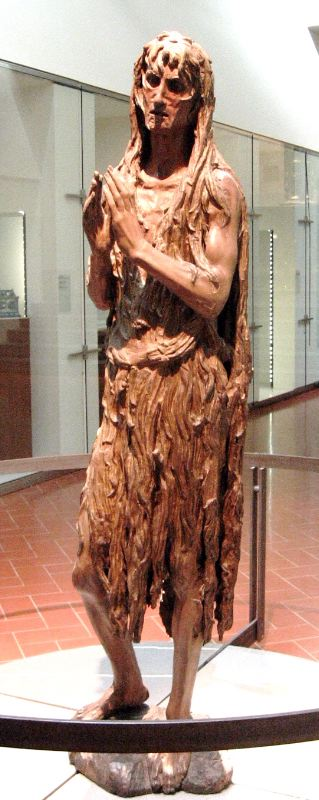
Maria Madalena, Duomo, Florença

Donatello retornou a Florença em 1453, onde executou a "Madalena" em madeira, hoje no museu do Duomo, obra que nega a beleza física, privilegiando a expressão, o corpo esquelético, a dor que transparece do rosto, representando os sentimentos mais profundos da alma humana.
O grupo em bronze Giuditta e Oloferne de 1455 (c.) foi iniciado para a catedral de Siena, mas acabou no jardim do palácio Médici na Via Larga. Foi encomenda de Piero de Médici, dito "o gotoso", em memória de Cosme, o velho. A obra esta assinada Optus Donatelli flo e está imbuída de valores simbólicos, como a castidade que abate a luxúria, e a república que abate a tirania.
Após concluir um "São João Batista" para o Duomo, teve sua última encomenda, dois púlpitos de bronze para a igreja de São Lourenço, projetada por ele mas executada com a participação de outros. O "Púlpito da Ressurreição", com episódios da vida de Cristo unidos por relevos com motivos de vegetação e o "Púlpito da Paixão" com as cenas unidas por motivos decorativos.
Morreu em Florença no ano de 1466.
As estátuas apresentavam realismo e sensação de movimento

## Principais obras
- "São Marcos" - Florença;
- "Tabernáculo de São Jorge" - Museu Nacional do Bargello, Florença;
- "Profetas" (Zuccone) - Duomo, Florença;
- "O Banquete de Herodes" - Pia batismal da catedral de Siena;
- "Davi" - Museu Nacional do Bargello, Florença;
- "Gattamelata" (estátua equestre ) - Pádua;
- "Maria Madalena" - Duomo, Florença;
- "Judite e Holofernes" - Palazzo Vecchio, Florença.